# Charinus carioca
Espèce
Charinus carioca est une espèce d'amblypyges de la famille des Charinidae.

## Distribution
Cette espèce est endémique de l'État de Rio de Janeiro au Brésil. Elle se rencontre vers Camorim.

## Description
La carapace du mâle mesure 4,50 mm de long sur 6,25 mm et celle de la femelle 4,69 mm de long sur 6,80 mm.

## Étymologie
Son nom d'espèce lui a été donné en référence au nom des habitants de Rio de Janeiro.

## Publication originale
- Miranda, Giupponi, Prendini & Scharff, 2021 : « Systematic revision of the pantropical whip spider family Charinidae Quintero, 1986 (Arachnida, Amblypygi). » European Journal of Taxonomy, no 772, p. 1–409 (texte intégral).